# The Hunters Lullaby
The Hunters Lullaby es el primer álbum solista lanzado por el cantante y músico canadiense Raine Maida, el vocalista de Our Lady Peace. Fue lanzado el 13 de noviembre de 2007 por Kingnoise Registros. El primer sencillo del álbum es Yellow Brick Road. Trabajo en solitario Anterior por Maida incluye un EP de cuatro canciones titulado Love Hope Hero, que fue lanzado el 14 de noviembre.

## Lista de canciones
1. Careful What You Wish For – 4:40
2. Sex Love and Honey – 4:03
3. Yellow Brick Road – 3:07
4. The Less I Know (feat. Jared Paul) – 3:40
5. Earthless – 3:00
6. The Snake and the Crown – 2:41
7. Confessional – 3:06
8. China Doll – 3:31
9. Rat Race – 3:41
10. One Second Chance – 3:01

Pistas adicionales
1. Victim of a Small Town (iTunes pre-order) – 3:01
2. 21st Century Blues (iTunes pre-order) – 3:35